# Oarotrechus
Oarotrechus is een geslacht van kevers uit de familie van de loopkevers (Carabidae). De wetenschappelijke naam van het geslacht is voor het eerst geldig gepubliceerd in 2010 door Townsend.

## Soorten
Het geslacht Oarotrechus is monotypisch en omvat slechts de volgende soort:
- Oarotrechus gracilentus Townsend, 2010